# 莫爾冰川
67°31′S 47°10′E / 67.517°S 47.167°E
莫爾冰川是位於南極洲的冰川，位於恩德比地，寬7公里，最終注入漢南冰架北部，該冰川根據1956年澳大利亞探險隊的空中照片被繪入地圖，以無線電報員命名。